# Nützling
Als Nützlinge bezeichnet man in der Regel Kleintiere, die für den Menschen in irgendeiner Weise nützlich sind, vor allem dadurch, dass Insekten, die als Schädlinge bezeichnet werden, ihnen als Nahrung oder Wirt dienen. Diese Einteilung ist ausschließlich auf den Nutzen und Schaden für den Menschen bezogen, ist jedoch keine biologisch sinnvolle Einteilung. Typische Nützlinge gehören zu den Spinnentieren oder Insekten.

## Spinnentiere
Zahlenmäßig und von der Fraßleistung sind die wichtigsten Nützlinge die Spinnentiere (Arachnida). Sie sind als Nützlinge zu bezeichnen, da sie sich fast ausnahmslos von lebenden Insekten und Artgenossen ernähren; als Nahrungskonkurrenten kommen sie nicht in Betracht. Gefährlich als Krankheitsüberträger für den Menschen können nur die Zecken und in wärmeren Regionen auch Skorpione werden. Die in Europa lebenden Spinnen sind für den Menschen harmlos, da ihr Gift oder die Kieferklauen viel zu schwach sind (siehe auch: Arachnologie). Zu den Spinnentieren gehören auch die Milben. 
Die häufigsten und auffälligsten Nützlinge des auf der ganzen Welt verbreiteten Unterstammes der Arachnida sind
- Webspinnen (Araneae)
- Raubmilben (Stigmaeidae)

## Insekten
- Laufkäfer (Carabidae)
- Marienkäfer (Coccinellidae)
- Kurzflügler oder Raubkäfer (Staphylinidae)
- Weichkäfer (Cantharidae, Malacodermata)
- Ohrwürmer (Dermaptera)
- Florfliegen (Neuroptera)
- Schwebfliegen (Syrphidae)
- Raupenfliegen (Tachinidae)
- Raubwanzen (Heteroptera)
- Schlupfwespen (Ichneumonoidea)
- Gallmücken (Itonididae)
- Hornissen (Vespa)
- Biene (Apiformes)

und andere.
Auch Bienen und Hummeln sowie andere Fluginsekten werden manchmal zu den Nützlingen gezählt (siehe Nutzinsekten). Ihr Nutzen besteht zum einen in der Bestäubung von Obstbäumen und anderen Nutzpflanzen, zum anderen bei einigen Arten auch in der Honigproduktion.